# 윌로 코브
윌로 코브(Willow Cove)는 인텔이 개발하여 2020년 9월에 출시된 CPU 마이크로아키텍처의 코드명이다. 윌로 코브는 서니 코브 마이크로아키텍처의 후속 제품으로, 10nm 슈퍼핀(10SF)이라는 인텔의 향상된 10nm 공정 노드를 사용하여 제작된다. 마이크로아키텍처는 11세대 인텔 코어 모바일 프로세서(코드명 타이거레이크)를 구동한다.
윌로 코브 마이크로아키텍처는 골든 코브로 계승되었다.

## 특징
인텔은 2020년 아키텍처 데이(Architecture Day)에서 타이거레이크와 윌로 코브를 처음 설명했다. 윌로 코브는 이전 마이크로아키텍처와 거의 동일하지만 새로운 보안 기능, 재설계된 캐시 하위 시스템 및 더 높은 클럭 속도를 도입했다. 인텔은 새로운 10SF 프로세스 노드 외에도 이러한 변경 사항을 통해 서니 코브의 성능이 10~20% 더 향상되었다고 주장한다.

### 개선사항
- 더 큰 L2 캐시(코어당 512KB에서 코어당 1.25MB)
- 더 큰 L3 캐시(코어당 2MB에서 코어당 3MB)
- 새로운 AVX-512 명령: 마스크 레지스터 쌍에 대한 벡터 쌍 교차점, VP2INTERSECT[5][6]
- 복귀 지향 프로그래밍 및 점프 지향 프로그래밍 활용 기술을 * 방지하는 제어 흐름 적용 기술[7]
- 전체 메모리(RAM) 암호화[8]
- 간접 분기 추적 및 섀도우 스택
- 인텔 키 로커[9][10]
- 펜티엄 골드 및 셀러론 프로세서에 대한 AVX/AVX2 명령 지원이 잠금 해제되었다.[6]